# 배틀 돔
배틀 돔(Battle Dome)은 1994년 츠쿠다오리지널에서 출시한 완구다. 네 사람이 각자 핀볼과 동일한 조작 방법으로 공을 쳐서 상대방의 골에 넣어야하며 최종적으로 공을 적게 받은 사람이 승리한다.

## 인터넷 밈
2008년 7월 8일 니코니코 동화에서 광고 영상이 올라오면서 유행이 되었다.